# Stavča vas
Stavča vas este o localitate din comuna Žužemberk, Slovenia, cu o populație de 106 locuitori.